# Bakator
Bakator är ett ungerskt vin, ursprungligen producerat i det numera rumänska området Bihor.